# Endelkachew Makonnen

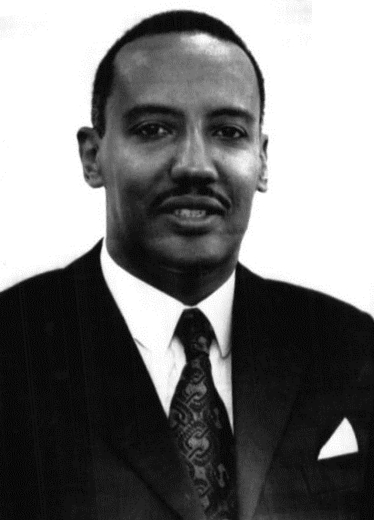
Endelkachew Makonnen (1971)

Endelkachew Makonnen (amharisch እንዳልካቸው መኮንን; * 1927 in Addis Abeba; † 24. November 1974) war ein äthiopischer Politiker. Er war von März bis Juli 1974 Ministerpräsident seines Landes.
Makonnen entstammt einer Politikerdynastie. Sein Vater Makonnen Endelkachew war in den 1940er und 1950er Jahren 15 Jahre lang Ministerpräsident von Äthiopien. Er studierte in Oxford und wurde ein wichtiger außenpolitischer Berater des Kaisers. Makonnen wurde Botschafter Äthiopiens in London. 1961 kehrte er in sein Land zurück und wurde Handels- und Industrieminister. Von 1966 bis 1969 war er Äthiopiens Gesandter bei den Vereinten Nationen. Anschließend bis zu seiner Ernennung zum Ministerpräsidenten Kommunikations-, Fernmelde- und Postminister. Makonnen trat in die Fußstapfen seines Vaters und wurde nach dem Rücktritt von Premier Aklilu Habte-Wold am 1. März 1974 zu dessen Nachfolger ernannt. Er hielt dieses Amt nur viereinhalb Monate inne. Nach der Übernahme der Regierungsgeschäfte durch den so genannten Provisorischen Militärverwaltungsrat wurde Makonnen verhaftet, ohne Prozess zum Tode verurteilt und hingerichtet.